# ألتين راكلي
ألتين راكلي (من مواليد 17 يوليو 1970) هو مدرب كرة قدم ألباني ولاعب سابق لعب كمهاجم.
قضى معظم مسيرته الاحترافية في ألمانيا، حيث لعب لخمسة أندية في المستويين الرئيسيين لكرة القدم، بشكل رئيسي نادي فرايبورغ ونادي أونترهاخينغ بإجمالي 282 مباراة. كان أول لاعب من ألبانيا يُنافس في الدوري الألماني.

## المسيرة الكروية
ولد راكلي في كافاجي، وبدأ مسيرته مع نادي بيسا كافاجي، وانتقل إلى المحترفين بعد ثلاث سنوات. في عام 1992، وقع عقدًا لمدة عامين بقيمة 15000 مارك ألماني مع نادي فرايبورغ الألماني، وكان له دور فعال في صعود نادي الغابة السوداء إلى الدرجة الأولى لأول مرة على الإطلاق بتسجيله 16 هدفًا في الدرجة الثانية (أفضل فريق، العاشر في الدوري، حيث سجل فرايبورغ 102 هدفًا)؛ في المواسم الثلاثة التالية في الدوري الألماني، تمكن فقط من أن يتم استخدامه نسبيًا.
في السنوات الثماني التالية، واصل راكلي العمل في ألمانيا، بشكل رئيسي في المستوى الثاني: هيرتا برلين، ونادي أونترهاخينغ – محققًا صعوداً أخرى وعاش أفضل سنواته الاحترافية – ويان ريغنسبورغ، حيث أمضى أيضًا فترات موسم واحد في تركيا ووطنه واعتزل الاحتراف في عام 2006 بمجموع 111 مباراة في الدوري الألماني الممتاز و16 هدفًا.
عاد راكلي إلى ألبانيا في صيف عام 2004، وانضم إلى نادي تيرانا. سجل 19 هدفًا في الدوري في موسمه الأول بعد عودته إلى ألبانيا، أكثر من أي لاعب آخر في تيرانا، مما ساعد الفريق على الفوز بالبطولة. كان أحد أبرز أحداث الموسم هو الهاتريك الذي سجله ضد توتا دوريس في 6 مايو 2005. في 21 أغسطس 2005، لعب في كأس السوبر الألباني 2005 ضد توتا دوريس والتي انتهت بفوز فريقه بركلات الترجيح 5–4؛ وسجل راكلي المحاولة الأخيرة لفريقه.
اعتزل راكلي نهائيًا في عام 2009 عن عمر يناهز 39 عامًا، بعد فترة قصيرة مع فريق الهواة الألماني بايرن هوف [الإنجليزية].

## المسيرة الدولية
كان راكلي لاعبًا في المنتخب الوطني الألباني من عام 1992 إلى عام 2005، حيث شارك في 63 مباراة وسجل 11 هدفًا. وكان ظهوره الأول لا يُنسى، إذ سجل الهدف الوحيد في مباراة ودية ضد اليونان في 29 يناير 1992،[بحاجة لمصدر] ليمنح ألبانيا فوزها الثاني على الإطلاق ضد إثنيكي. بعد فترة وجيزة، كان راكلي لاعبًا في الفريق في حملة التصفيات المؤهلة [الإنجليزية] لكأس العالم لكرة القدم 1994، حيث ظهر لأول مرة في مباراة تنافسية، في ظهوره الثاني على الإطلاق، في هزيمة 2–0 أمام جمهورية أيرلندا في دبلن في 26 مايو. واستمر في لعب ست مباريات في الجزء المتبقي من التصفيات، وسجل مرة واحدة فقط، وهو هدف تعزية متأخر في الخسارة على أرضه أمام أيرلندا الشمالية، والذي كان هدفه التنافسي الأول أيضًا. كانت هذه حملة لنسيانها بالنسبة لألبانيا حيث أنهت المجموعة الثالثة في المركز الأخير، وجمعت أربع نقاط فقط في 12 مباراة.
كان راكلي شريكًا لسوكول كوشتا [الإنجليزية] في حملة تصفيات بطولة أمم أوروبا 1996، حيث تم وضع ألبانيا في المجموعة السابعة [الإنجليزية]. غاب عن مباراة واحدة فقط، وهي المباراة الافتتاحية ضد ويلز في سبتمبر 1994، لكنه لعب المباريات التسع المتبقية مرتديًا القميص رقم 10 وسجل هدفين. يتذكر مشجعو ألبانيا راكلي بشكل خاص بسبب هدفه المذهل ضد ألمانيا، حيث سدد كرة طائرة بالقدم اليمنى من زاوية ضيقة ذهبت في المثلث الأيسر لمرمى أندرياس كوبكي. على الرغم من أن ألبانيا خسرت المباراة بنتيجة 2–1 في ملعب فريتز فالتر، إلا أن الهدف نال شهرة واسعة في كل من ألبانيا وألمانيا. كانت حملة أخرى سيئة لألبانيا، التي حققت المركز الأخير مناصفة مع ويلز، التي كان لديها فارق أهداف أفضل.
في عمر 32 عاماً، تم استبعاد راكلي من قبل المدير الفني المعين حديثاً جوزيبي دوسينا لمباراتي تصفيات كأس الأمم الأوروبية 2004 الافتتاحية ضد سويسرا وروسيا في أكتوبر 2002. ومع ذلك، عاد في مارس 2003 بعد استدعائه من قبل مدير الفريق هانز بيتر بريجيل، وشارك لأول مرة في التصفيات ضد روسيا في ملعب لورو بوريتشي، وسجل هدف الافتتاح في غضون 20 دقيقة في فوز لاحق 3–1؛ أصبح ثاني لاعب ألباني على الإطلاق يصل إلى رقم مزدوج مع المنتخب الوطني، وكان الأول هو سوكول كوشتا ‏، الذي حقق هذا الإنجاز في عام 1995. وكان هذا أيضًا الظهور الرسمي الأول للمدير هانز بيتر بريجيل. وفي ذلك الوقت أصبح أيضًا الهداف التاريخي لألبانيا برصيد 10 أهداف.
كان آخر ظهور لراكلي في 30 مارس 2005 بالصدفة ضد اليونان، وكان ذلك ضمن تصفيات كأس العالم 2006 لكرة القدم. على عكس ظهوره الأول، لم يسجل راكلي أي هدف، ودخل كبديل في الشوط الثاني، غير قادر على منع الخسارة خارج أرضه بنتيجة 2–0. كانت هذه هي مشاركته رقم 63، مما جعله في ذلك الوقت يحتل المركز الثاني في قائمة أكثر اللاعبين مشاركة على الإطلاق، خلف حارس المرمى فوتو ستراكوشا [الإنجليزية] (73). لعب مباراتين فقط خلال مرحلة التصفيات، وكلاهما كبديل، حيث اختتمت ألبانيا المجموعة الثانية في المركز الخامس برصيد 13 نقطة، تاركة خلفها جورجيا وكازاخستان.

## المسيرة التدريبية
بدأ راكلي العمل كمدير فور تقاعده، حيث أسس نادي تيرانا إيه إس [الإنجليزية] وفاز ببطولة ألبانيا للسيدات الافتتاحية. في عام 2011، تم تعيينه على رأس المنتخب الوطني للسيدات منذ عام 2011.
في أبريل 2016، ترك راكلي منصبه لأسباب عائلية. في ديسمبر 2015، كان راكلي في قلب الجدل، حيث رفض العديد من اللاعبين الاستدعاء للمنتخب بسبب التحرش الجنسي من قبل المدرب. ونشرت وسائل الإعلام المحلية أيضًا عدة رسائل لراكلي يطلب فيها خدمات جنسية من عدة فتيات كمكافأة لكونهن جزءًا من الفريق. كان من بين اللاعبات أمبرا جيجيجي، ولوسي جيجيني، وإزميرالدا فرانجا [الإنجليزية]، وميجي دوتشي [الإنجليزية]، اللواتي لم يُسمح لهن بالذهاب إلى المنتخب الوطني من قبل عائلاتهن بعد أن أصبحت الفضيحة علنية.

## الحياة الشخصية
في نوفمبر 2016، اتُهم راكلي بالتلاعب بنتائج المباريات في النمسا. حُكم عليه بالسجن لمدة عشرة أشهر، وهو الحكم مع وقف التنفيذ حاليًا.
في يوليو 2017، طلبت النيابة العامة في تيرانا الحكم بالسجن لمدة سبع سنوات على راكلي بعد اتهامه بالاحتيال. اتُهم راكلي بالاحتيال بمبلغ 150 ألف يورو على مواطن ألباني، لم يُعرف اسمه، لكن زُعم أنه كان أحد أقاربه. وخففت المحكمة الحكم إلى خمس سنوات، ثم إلى ثلاث سنوات وأربعة أشهر بعد أن طلب راكلي تقصير مدة المحاكمة. وفي وقت لاحق، تم تحويل عقوبته إلى عامين من الخدمة التجريبية.

## الإحصائيات

### النادي
| النادي                     | الموسم    | الدوري                         | الدوري | الدوري  | الكأس  | الكأس   | الاتحاد الأوروبي لكرة القدم | الاتحاد الأوروبي لكرة القدم | أخرى   | أخرى    | المجموع | المجموع |
| النادي                     | الموسم    | الدرجة                         | الظهور | الأهداف | الظهور | الأهداف | الظهور                      | الأهداف                     | الظهور | الأهداف | الظهور  | الأهداف |
| -------------------------- | --------- | ------------------------------ | ------ | ------- | ------ | ------- | --------------------------- | --------------------------- | ------ | ------- | ------- | ------- |
| بيسا كافاجي [الإنجليزية]   | 1990–91   | دوري السوبر الألباني           | 38     | 27      | 0      | 0       | —                           | —                           | —      | —       | 38      | 27      |
| بيسا كافاجي [الإنجليزية]   | 1991–92   | دوري السوبر الألباني           | 30     | 16      | 0      | 0       | —                           | —                           | —      | —       | 30      | 16      |
| بيسا كافاجي [الإنجليزية]   | المجموع   | المجموع                        | 68     | 48      | 0      | 0       | —                           | —                           | —      | —       | 68      | 48      |
| فرايبورغ                   | 1992–93   | الدوري الألماني الدرجة الثانية | 37     | 16      | 1      | 1       | —                           | —                           | —      | —       | 38      | 17      |
| فرايبورغ                   | 1993–94   | الدوري الألماني                | 21     | 6       | 3      | 2       | —                           | —                           | —      | —       | 24      | 8       |
| فرايبورغ                   | 1994–95   | الدوري الألماني                | 17     | 0       | 1      | 0       | —                           | —                           | —      | —       | 18      | 0       |
| فرايبورغ                   | 1995–96   | الدوري الألماني                | 11     | 0       | 2      | 0       | 2                           | 0                           | —      | —       | 15      | 0       |
| فرايبورغ                   | المجموع   | المجموع                        | 86     | 22      | 7      | 3       | 2                           | 0                           | —      | —       | 95      | 25      |
| هرتا برلين                 | 1995–96   | الدوري الألماني الدرجة الثانية | 14     | 3       | 0      | 0       | —                           | —                           | —      | —       | 14      | 3       |
| هرتا برلين                 | 1996–97   | الدوري الألماني الدرجة الثانية | 14     | 2       | 1      | 0       | —                           | —                           | —      | —       | 15      | 2       |
| هرتا برلين                 | المجموع   | المجموع                        | 28     | 5       | 1      | 0       | —                           | —                           | —      | —       | 29      | 5       |
| أونترهاخينغ                | 1997–98   | الدوري الألماني الدرجة الثانية | 27     | 9       | 0      | 0       | —                           | —                           | —      | —       | 27      | 9       |
| أونترهاخينغ                | 1998–99   | الدوري الألماني الدرجة الثانية | 33     | 9       | 2      | 1       | —                           | —                           | —      | —       | 35      | 10      |
| أونترهاخينغ                | 1999–2000 | الدوري الألماني                | 32     | 6       | 1      | 0       | —                           | —                           | —      | —       | 33      | 6       |
| أونترهاخينغ                | 2000–01   | الدوري الألماني                | 30     | 4       | 2      | 1       | —                           | —                           | —      | —       | 32      | 5       |
| أونترهاخينغ                | 2001–02   | الدوري الألماني الدرجة الثانية | 25     | 1       | 2      | 0       | —                           | —                           | —      | —       | 27      | 1       |
| أونترهاخينغ                | المجموع   | المجموع                        | 147    | 29      | 7      | 2       | —                           | —                           | —      | —       | 154     | 31      |
| ديار بكر سبور [الإنجليزية] | 2002–03   | الدوري التركي الممتاز          | 12     | 2       | 0      | 0       | —                           | —                           | —      | —       | 12      | 2       |
| يان ريغنسبورغ              | 2003–04   | الدوري الألماني الدرجة الثانية | 21     | 2       | 2      | 2       | —                           | —                           | —      | —       | 23      | 4       |
| تيرانا                     | 2004–05   | دوري السوبر الألباني           | 29     | 19      | 9      | 4       | 0                           | 0                           | —      | —       | 38      | 23      |
| تيرانا                     | 2005–06   | دوري السوبر الألباني           | 6      | 0       | 4      | 1       | 4                           | 1                           | 1      | 0       | 15      | 2       |
| تيرانا                     | المجموع   | المجموع                        | 35     | 19      | 13     | 5       | 4                           | 1                           | 1      | 0       | 53      | 25      |
| بيسا كافاجي [الإنجليزية]   | 2005–06   | دوري السوبر الألباني           | 14     | 4       | 0      | 0       | —                           | —                           | —      | —       | 14      | 4       |
| بايرن هوف [الإنجليزية]     | 2009–10   | بايرنليغا [الإنجليزية]         | 2      | 0       | 0      | 0       | —                           | —                           | —      | —       | 2       | 0       |
| الإجمالي                   | الإجمالي  | الإجمالي                       | 408    | 126     | 30     | 12      | 6                           | 1                           | 1      | 0       | 445     | 139     |

1. ↑  المباريات في الدوري الأوروبي
2. ↑  المباريات في دوري أبطال أوروبا
3. ↑  المباريات في كأس السوبر الألباني

### المنتخب
| المنتخب الوطني | العام   | الظهور | الأهداف |
| -------------- | ------- | ------ | ------- |
| ألبانيا        | 1992    | 5      | 1       |
| ألبانيا        | 1993    | 3      | 1       |
| ألبانيا        | 1994    | 4      | 2       |
| ألبانيا        | 1995    | 6      | 1       |
| ألبانيا        | 1996    | 4      | 0       |
| ألبانيا        | 1997    | 4      | 0       |
| ألبانيا        | 1998    | 8      | 2       |
| ألبانيا        | 1999    | 6      | 1       |
| ألبانيا        | 2000    | 3      | 0       |
| ألبانيا        | 2001    | 4      | 1       |
| ألبانيا        | 2002    | 4      | 0       |
| ألبانيا        | 2003    | 8      | 1       |
| ألبانيا        | 2004    | 3      | 1       |
| ألبانيا        | 2005    | 1      | 0       |
| المجموع        | المجموع | 63     | 11      |

تظهر قائمة النتائج وإجمالي أهداف ألبانيا أولاً، ويشير عمود النتيجة إلى النتيجة بعد كل هدف سجله راكلي.
| #  | التاريخ        | المكان                                     | م. | الخصم            | الهدف | النتيجة | المسابقة                     |
| -- | -------------- | ------------------------------------------ | -- | ---------------- | ----- | ------- | ---------------------------- |
| 1  | 29 يناير 1992  | ملعب كمال ستافا، تيرانا، ألبانيا           | 1  | اليونان          |       | 1–1     | ودية                         |
| 2  | 17 فبراير 1993 | ملعب كمال ستافا، تيرانا، ألبانيا           | 6  | أيرلندا الشمالية |       | 1–2     | تصفيات كأس العالم 1994       |
| 3  | 14 مايو 1994   | ملعب غرادسكي [الإنجليزية]، تيتوفو، مقدونيا | 9  | مقدونيا          |       | 1–5     | ودية                         |
| 4  | 18 ديسمبر 1994 | ملعب فريتز فالتر، كايزرسلاوترن، ألمانيا    | 12 | ألمانيا          |       | 1–2     | تصفيات بطولة أمم أوروبا 1996 |
| 5  | 6 سبتمبر 1995  | ملعب كمال ستافا، تيرانا، ألبانيا           | 16 | بلغاريا          |       | 1–1     | تصفيات بطولة أمم أوروبا 1996 |
| 6  | 21 يناير 1998  | ملعب أتاتورك الأولمبي، أنطاليا، تركيا      | 27 | تركيا            |       | 4–1     | ودية                         |
| 7  | 21 يناير 1998  | ملعب أتاتورك الأولمبي، أنطاليا، تركيا      | 27 | تركيا            |       | 4–1     | ودية                         |
| 8  | 9 أكتوبر 1999  | ملعب كمال ستافا، تيرانا، ألبانيا           | 40 | جورجيا           |       | 2–1     | تصفيات بطولة أمم أوروبا 2000 |
| 9  | 28 مارس 2001   | ملعب كمال ستافا، تيرانا، ألبانيا           | 45 | إنجلترا          |       | 1–3     | تصفيات كأس العالم 2002       |
| 10 | 29 مارس 2003   | ملعب لورو بوريتشي، إشقودرة، ألبانيا        | 52 | روسيا            |       | 3–1     | تصفيات بطولة أمم أوروبا 2004 |
| 11 | 18 أغسطس 2004  | ملعب تسيريو [الإنجليزية]، اللمسون، قبرص    | 61 | قبرص             |       | 1–2     | ودية                         |

## الإنجازات
تيرانا
- الدوري الألباني الممتاز : 2004–05[4]
- كأس السوبر الألباني : 2005[5]

## وصلات خارجية
لا توجد روابط لمواقع التواصل الاجتماعي.

- Altin Rraklli على موقع الاتحاد الدولي (مؤرشف)  (الإنجليزية)
- Altin Rraklli على موقع الاتحاد الأوربي (الإنجليزية)
- Altin Rraklli على موقع اتحاد تركيا (لاعب) (الإنجليزية)
- Altin Rraklli على موقع قاعدة بيانات كرة القدم.إي يو (الإنجليزية)
- Altin Rraklli على موقع بيانات كرة القدم. دي إي (الألمانية)
- Altin Rraklli على موقع ناشيونال فوتبول تيمز (الإنجليزية)
- Altin Rraklli على موقع عالم كرة القدم.نت (الإنجليزية)
- ألتين راكلي على بيانات كرة القدم. دي إي (بالألمانية)
- ألتين راكلي على فرق كرة القدم الوطنية.كوم
- ألتين راكلي – سجل منافسات الفيفا
- ألتين راكلي في موقع كرة القدم العالمية.نت